# Crossidium aberrans
Crossidium aberrans là một loài Rêu trong họ Pottiaceae. Loài này được Holz. & E.B. Bartram mô tả khoa học đầu tiên năm 1924.